# حمام ملک
حمام ملک مربوط به دوره قاجار است و در بوشهر، محله امامزاده، پشت امامزاده عبدالمهیمن واقع شده و این اثر در تاریخ ۱۶ آبان ۱۳۷۹ با شمارهٔ ثبت ۲۸۴۳ به‌عنوان یکی از آثار ملی ایران به ثبت رسیده است.